# Rosca Whitworth
El sistema Whitworth, normalizado en Francia con el nombre de paso de gas, es la forma de rosca de mayor antigüedad conocida. Es debida a Joseph Whitworth, que la hizo adoptar por el instituto de ingenieros civiles de Inglaterra en 1841. Sus dimensiones básicas se expresan en pulgadas inglesas. Su forma y dimensiones aparecen detalladas en la norma DIN 11.
Con la particularidad,de tener su giro de apriete hacia el lado izquierdo (visto de frente),y otra particularidad es que su cabeza de apriete utiliza medidas en pulgadas, también en sus alojamientos, variando todas las medidas del sistema métrico, tanto en herramienta de apriete, como de rosca.

## Características del filete
El tornillo está engendrado por el enrollamiento en hélice de un triángulo isósceles cuyo ángulo en el vértice superior es de 55°. La Base de este triángulo, situada paralelamente al eje del cilindro de soporte, es, antes de truncada, igual al paso del tornillo.
La parte superior y las bases del triángulo primitivo isósceles se rodean hasta 1/6 de la altura teórica. Este tipo de rosca da un ajuste perfecto. 

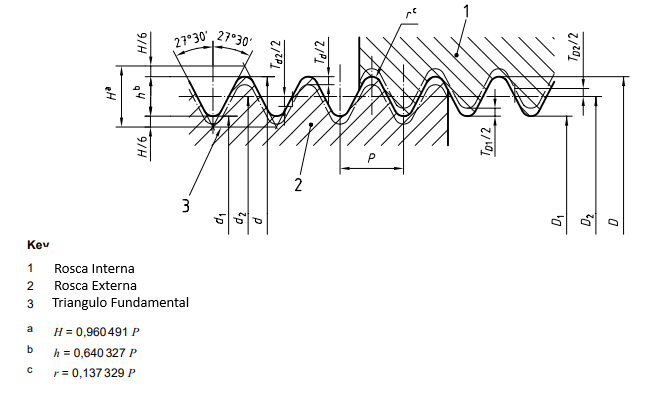
ISO 228-1:2000

- D = d : Diámetro mayor de la rosca interna
- D1 = D – 1.280 654 P = d1 : Diámetro menor de la rosca interna
- D2 = D – 0.640 327 P = d2 : Diámetro primitivo de la rosca interna
- d : diámetro mayor de la rosca externa
- d1 = d – 1.280 654 P : Diámetro menor de la rosca externa
- d2 = d – 0.640 327 P : Diámetro primitivo de la rosca externa
- G : Rosca de tubería sin juntas estancas
- H : Altura del triángulo fundamental de la rosca
- h : Altura del perfil de la rosca con crestas y bases redondeadas
- P : Paso
- r : Radio de las crestas y bases redondeadas
- TD1 : Tolerancia del diámetro menor de la rosca interna
- TD2 Tolerancia del diámetro primitivo de la rosca interna
- Td : Tolerancia del diámetro mayor de la rosca externa
- Td2 : Tolerancia del diámetro primitivo de la rosca externa

## Uso
La rosca Whitworth es utilizada para construcción de maquinaria no solo en los países de habla inglesa sino también en los que utilizan el sistema métrico decimal.

## Rosca Gas
En su tipo derivado llamado Rosca Gas y como su nombre indica, esta rosca es especialmente utilizada  para tubos de conducción de gas, tubos de calefacción central y tubos para alojar conductores eléctricos.

## Nomenclatura
| Tipo de rosca                         | Nomenclatura usual | Otras |
| ------------------------------------- | ------------------ | ----- |
| Rosca Whitworth cónica para tubos     | BSPT               | R     |
| Rosca Whitworth cilíndrica para tubos | BSPP               | KR    |
| Rosca Whitworth de paso fino          | BSF                | -     |
| Rosca Whitworth de paso normal        | BSW                | W     |

| Tamaño Whitworth (in) | Ø del núcleo (in) | hilos por in | paso (in) | tamaño de perforación   |
| --------------------- | ----------------- | ------------ | --------- | ----------------------- |
| 1/16                  | 0.0411            | 60           | 0.0167    | N.º broca 56 (1.2 mm)   |
| 3/32                  | 0.0672            | 48           | 0.0208    | N.º broca 49 (1.85 mm)  |
| 1/8                   | 0.0930            | 40           | 0.025     | N.º broca 39 (2.55 mm)  |
| 5/32                  | 0.1162            | 32           | 0.0313    | N.º broca 30 (3.2 mm)   |
| 3/16                  | 0.1341            | 24           | 0.0417    | N.º broca 26 (3.7 mm)   |
| 7/32                  | 0.1654            | 24           | 0.0417    | N.º broca 16 (4.5 mm)   |
| 1/4                   | 0.1860            | 20           | 0.05      | N.º broca 9 (5.1 mm)    |
| 5/16                  | 0.2414            | 18           | 0.0556    | Letra broca F (6.5 mm)  |
| 3/8                   | 0.2950            | 16           | 0.0625    | 5/16 in (7.94 mm)       |
| 7/16                  | 0.3460            | 14           | 0.0714    | Letra broca U (9.3 mm)  |
| 1/2                   | 0.3933            | 12           | 0.0833    | Letra broca Z (10.5 mm) |
| 9/16                  | 0.4558            | 12           | 0.0833    | 12.1 mm (0.4764 in)     |
| 5/8                   | 0.5086            | 11           | 0.0909    | 13.5 mm (0.5315 in)     |
| 11/16                 | 0.5711            | 11           | 0.0909    | 15 mm (0.5906 in)       |
| 3/4                   | 0.6219            | 10           | 0.1       | 16.27 mm (0.6406 in)    |
| 13/16                 | 0.6845            | 10           | 0.1       | 18 mm (0.7087 in)       |
| 7/8                   | 0.7327            | 9            | 0.1111    | 19.25 mm (0.7579 in)    |
| 15/16                 | 0.7953            | 9            | 0.1111    | 20.75 mm (0.8169 in)    |
| 1                     | 0.8399            | 8            | 0.125     | 22 mm (0.8661 in)       |
| 1 1/8                 | 0.9420            | 7            | 0.1429    |                         |
| 1 1/4                 | 1.0670            | 7            | 0.1429    |                         |
| 1 1/2                 | 1.2866            | 6            | 0.1667    |                         |
| 1 3/4                 | 1.4939            | 5            | 0.2       |                         |
| 2                     | 1.7154            | 4.5          | 0.2222    |                         |
| 2 1/2                 | 2.180             | 4            | 0.250     |                         |